# Livrustkammaren
Livrustkammaren (pol. Królewska zbrojownia) – najstarsze szwedzkie muzeum utworzone w 1693 roku znajdujące się w Pałacu Królewskim w Sztokholmie.

## Opis kolekcji
W muzeum zgromadzono w nim m.in. dzieła artystyczne i przedmioty codziennego użytku należące do rodziny królewskiej od pięciu stuleci.
Najstarszym eksponatem jest hełm z pióropuszem Gustawa Wazy z 1548 roku. Część zbiorów odnosi się do ważnych wydarzeń z historii Szwecji. Muzeum posiada także pamiątki z uroczystości koronacyjnych.
W muzeum znajdują się liczne zabytki zrabowane przez Szwedów w Polsce podczas wojen o Inflanty, Potopu i wojny północnej, m.in.:
- szabla tatarska zdobyta przez Gustawa II Adolfa w potyczce 1 lipca 1627 na polskim husarzu;
- tarcza z 1548 należąca prawdopodobnie do króla Zygmunta Augusta;
- tarcza z drewna i wytłaczanej skóry z XVI w., z wizerunkiem Zygmunta Augusta, a po wewnętrznej stronie z herbem Polski i Litwy;
- hełm króla Władysława IV;
- kolczugi;
- zbroja młodzieńcza Władysława IV wykonana w Mediolanie w latach 20. XVII wieku;
- trzy zbroje Władysława IV;
- szturmak Władysława IV
- tarcza herbowa uprzęży na głowę konia należącej do Zygmunta III;
- czaprak pod siodło, własność Zygmunta III;
- róg myśliwski Zygmunta III, wykonany z rogu ostatniego tura z Puszczy Sochaczewskiej i podarowany królowi przez Stanisława Radziejowskiego w 1620 roku;
- chorągiew trębaczy i doboszów pałacowych Zygmunta III;
- hełm Iwana Groźnego używany przez niego podczas koronacji, zdobyty przez Polaków w Moskwie;
- dwie bogato haftowane tkaniny z herbem, użyte w czasie pogrzebu Konstancji Austriaczki;
- strzelba z prywatnej zbrojowni polskich Wazów.

Inne polskie zabytki na terenie Szwecji znajdują się m.in. w Muzeum Armii w Sztokholmie, w zbiorach zamku Skokloster, oraz w zbiorach zamku Gripsholm.
Poza zabytkami zrabowanymi przez Szwedów w muzeum znajduje się mi. paradna zbroja Zygmunta Augusta, dar z 1574 r. Anny Jagiellonki dla króla szwedzkiego Jana III Wazy, wykonana przez Kunza Lochnera w Norymberdze. Zbroja została wysłana jako gest poparcia dla Szwecji w ramach potencjalnej sukcesji Zygmunta III Wazy na tron polski.

## Galeria
Polskie zabytki znajdujące się w muzeum (wybór):

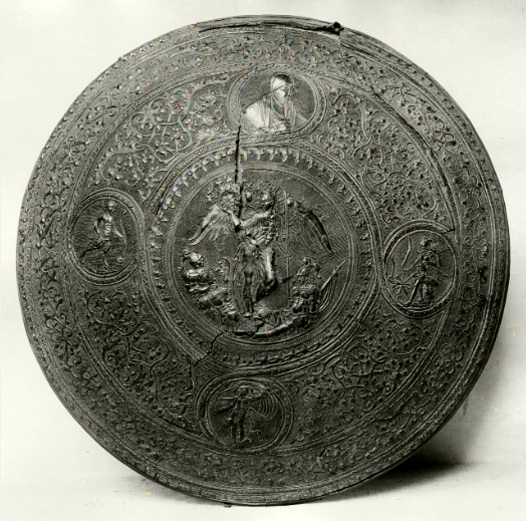
Tarcza Zygmunta Augusta
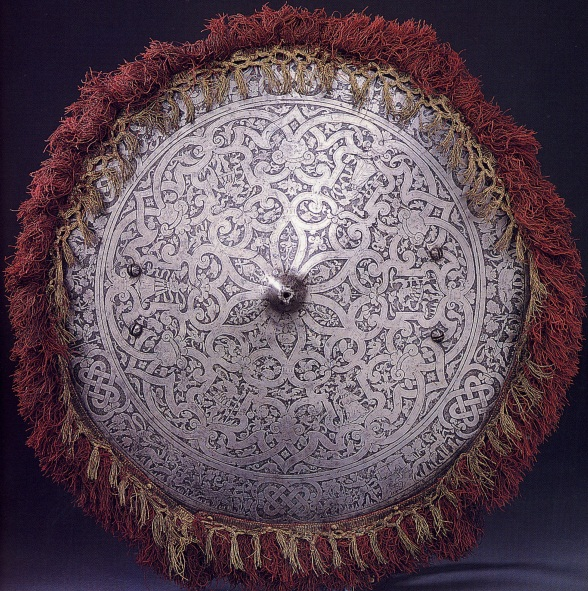
Tarcza paradna Zygmunta Augusta
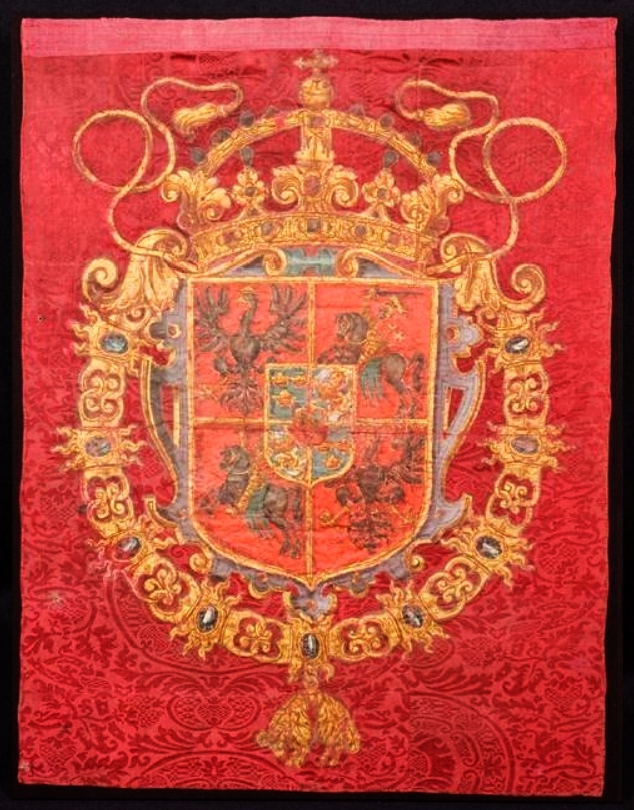
Chorągiew trębaczy i doboszów pałacowych Zygmunta III Wazy (płomień od trąby)
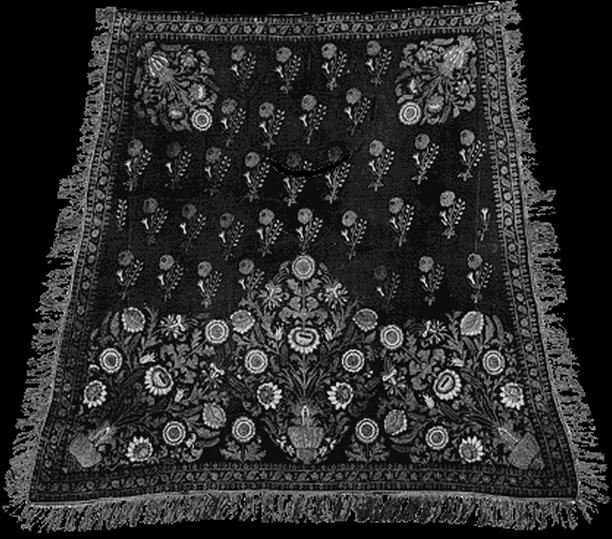
Czaprak Zygmunta III Wazy
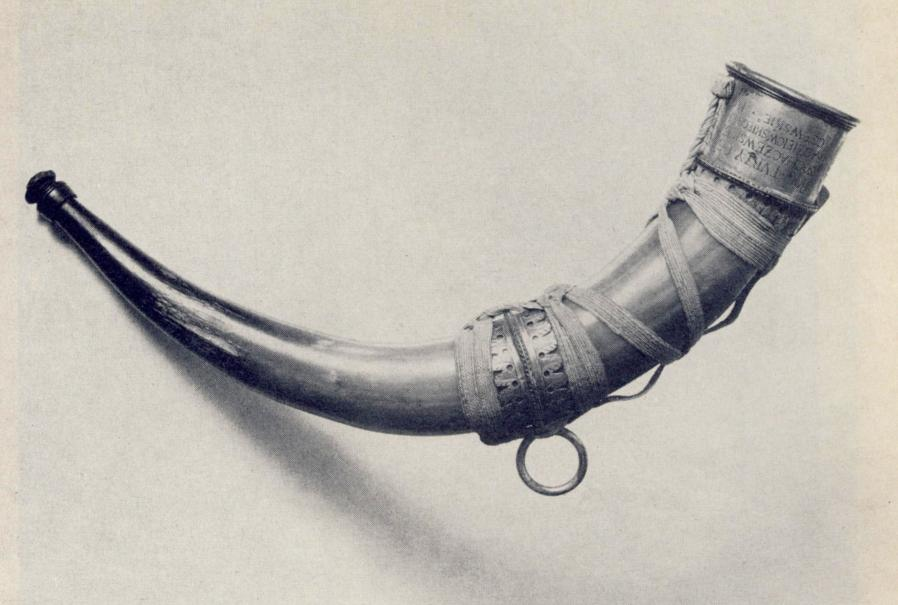
Róg myśliwski Zygmunta III Wazy
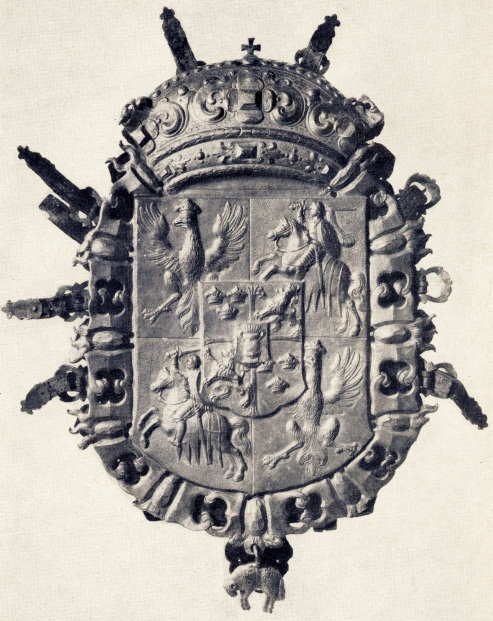
Uprząż powozu Zygmunta III Wazy (fragment)
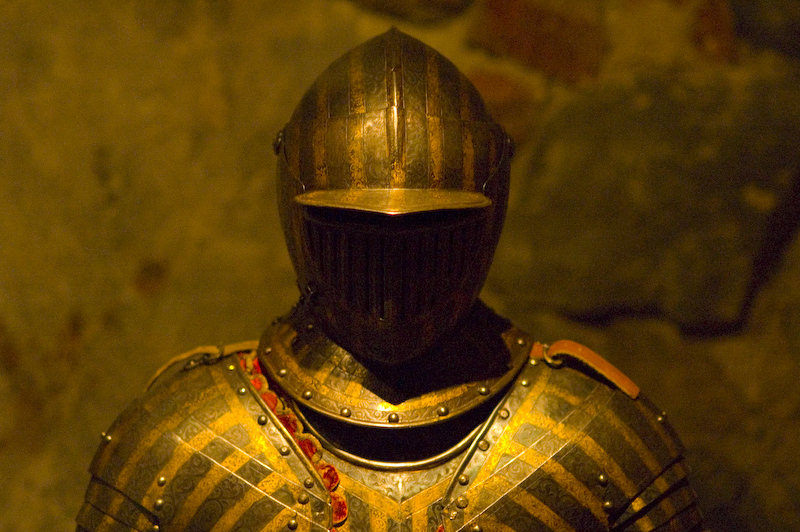
Chłopięca, paradna zbroja Władysława Wazy
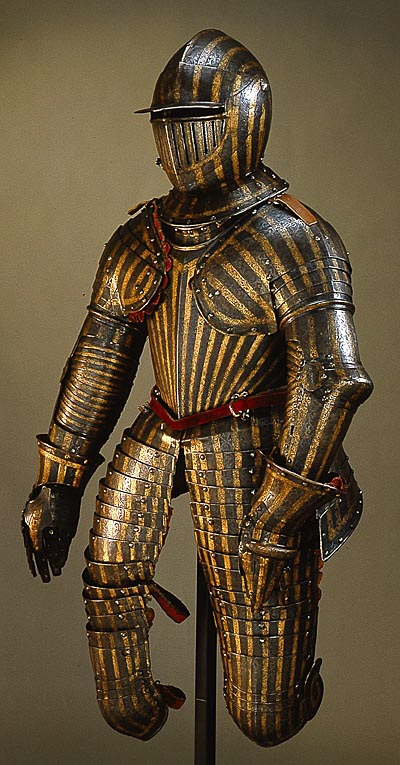
Chłopięca, paradna zbroja Władysława Wazy
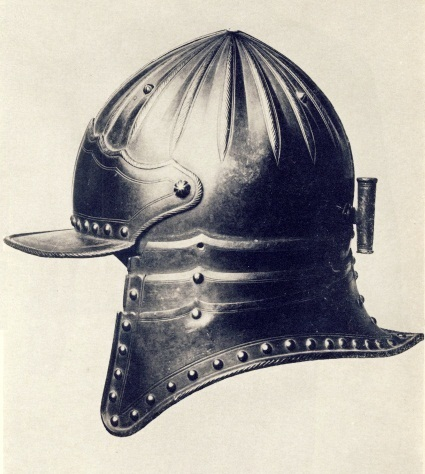
Szturmak Władysława IV Wazy
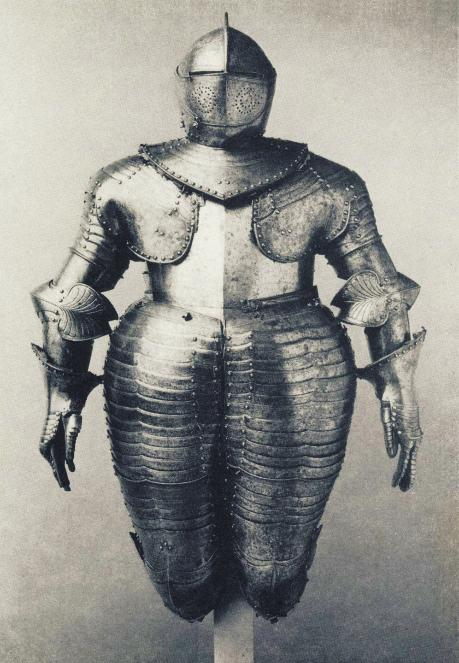
Zbroja kirasjerska Władysława IV Wazy
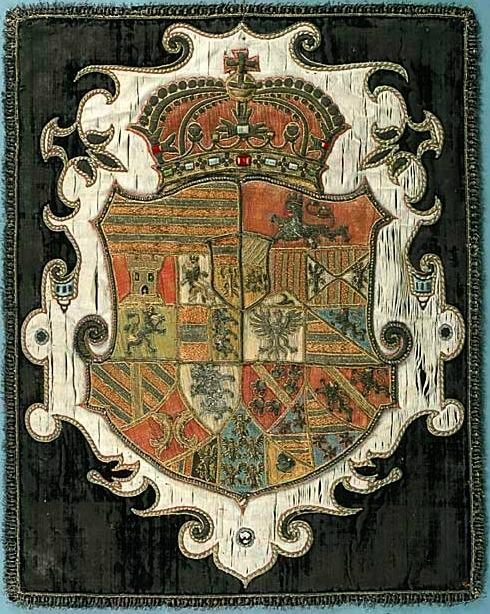
Haftowana tkanina z herbem, użyta w czasie pogrzebu Konstancji Austriaczki
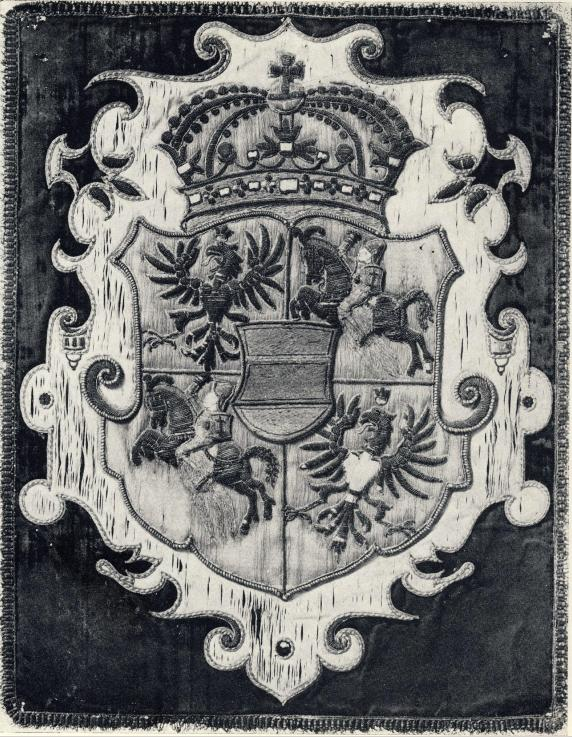
Haftowana tkanina z herbem, użyta w czasie pogrzebu Konstancji Austriaczki
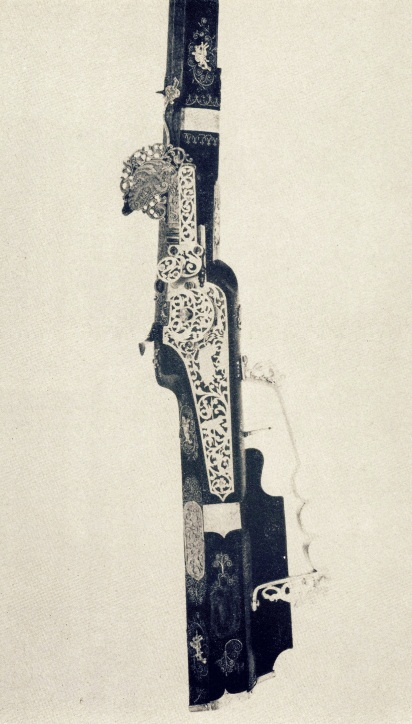
Strzelba ze Zbrojowni polskich Wazów
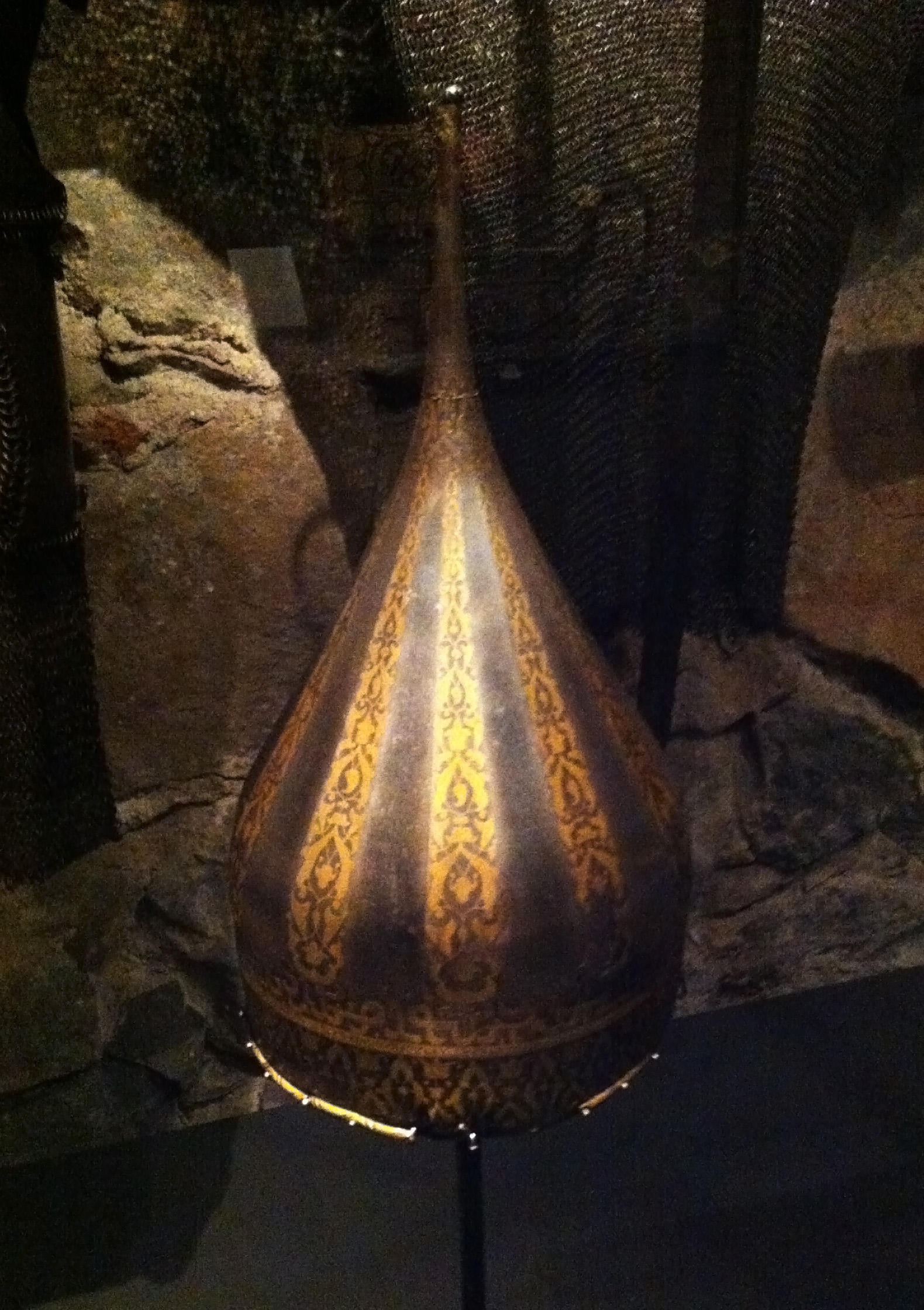
hełm Iwana Groźnego używany przez niego podczas koronacji
Bransoleta Anny Wazówny[1] z ok. 1590, znaleziona w katedrze w Uppsali w 1777, w zbiorach Livrustkammaren